# Kazuja Maekawa
Kazuja Maekawa (* 22. březen 1968) je bývalý japonský fotbalista.

## Reprezentace
Kazuja Maekawa odehrál 17 reprezentačních utkání. S japonskou reprezentací se zúčastnil Mistrovství Asie ve fotbale 1992.

## Statistiky
| Japonsko | Japonsko | Japonsko |
| Roky     | Záp.     | Góly     |
| -------- | -------- | -------- |
| 1992     | 3        | 0        |
| 1993     | 2        | 0        |
| 1994     | 2        | 0        |
| 1995     | 5        | 0        |
| 1996     | 5        | 0        |
| Celkem   | 17       | 0        |